# Pierre Rémond
Pierre Rémond, né le 11 novembre 1924 à Paris 17e et mort le 4 juin 2004 à Levallois-Perret, est un homme politique français.

## Mandats électifs
- Maire du 17e arrondissement de Paris (1977-2001)
- Député de la seizième circonscription de Paris (1995-1997)

## Hommage
Depuis 2010, le Gymnase Pierre Rémond lui rend hommage à Paris 17e, situé au 27 rue Marguerite Long à proximité de la porte d'Asnières.